# Philipp Jacob Piderit
Philipp Jacob Piderit (* 20. August 1753 in Marburg; † 2. Mai 1817 in Kassel) war ein deutscher Mediziner.

## Leben
Philipp Jacob Piderit war das zweite von acht Kindern des evangelischen Theologen und Hochschullehrers Johann Rudolph Anton Piderit und dessen Ehefrau in erster Ehe Margaretha Elisabeth (* unbekannt; † 24. August 1772), eine Tochter des Kanzleirates Johann Christian Scheuffler. 
Er erhielt seinen ersten Unterricht durch seinen Vater und in der Stadtschule von Marburg. Nachdem 1760 seine Aufnahme am dortigen Pädagogium (heute: Gymnasium Philippinum) erfolgt war, wurde er durch seinen Onkel Johann Jacob Jäger (1738–1802), der später an die Universität Rinteln ging, und durch Appelius unterrichtet. Am 20. Dezember 1765 erfolgte seine Aufnahme als akademischer Mitbürger an der Universität Marburg, durch den damaligen Prorektor Christoph Friedrich Geiger (1712–1767), allerdings verließ er im darauffolgenden Jahr die Universität bereits wieder, weil sein Vater einen Ruf an das in Kassel neu gegründete Collegium Carolinum erhalten hatte. 
Im Herbst erfolgte seine Inskription durch den damaligen Dekan Justus Heinrich Wetzel (1701–1771) im Collegium Carolinum. Nachdem er sowohl durch seinen Vater als auch durch Johann Gottlieb Stegmann und Carl Prizier (1726–1781) Unterricht erhalten hatte, wollte er anfangs ein Theologiestudium absolvieren. Als er jedoch sah, welche Probleme und Vorwürfe sein Vater erhielt, änderte er seinen Entschluss und strebte ein Studium der Medizin und der Arzneiwissenschaften an. Er erhielt nun am Collegium Carolinum Unterricht in Botanik, Medizin, Chirurgie, Pathologie, Augenkrankheiten und Entbindungskunst durch den späteren Oberhofrat Georg Wilhelm Stein, Johann Jacob Huber, Hofrat und Leibarzt Johannes Ephraim Mutillet, Theodor August Schleger (1727–1772), der ihn mit zu Krankenbesuchen nahm, Konrad Heinrich Brandau (1752–1791) und Christoph Heinrich Böttger (1737–1781).
Ende 1772 ging er an die medizinische Fakultät der Universität Marburg, um die üblichen Prüfungen zur Erlangung der Doktorwürde zu absolvieren. Am 6. Juli 1773 verteidigte er seine Dissertation und erhielt am darauffolgenden Tag den Dr. med.; somit erhielt er als erster Schüler des Collegium Carolinum ohne ein Universitätsstudium absolviert zu haben. In seiner Inaugural-Dissertation ging er bereits 1773 darauf ein, dass giftige Arzneimittel, die homöopathisch verabreicht werden, Heilkräfte entwickeln können, diese Methode wurde erst später von Samuel Hahnemann veröffentlicht, der die Homöopathie als heilkundliches System darstellte. Am 10. Juli 1773 erfolgte seine Aufnahme als Assessor und Mitglied des medizinisch-chirurgischen Kollegiums der Universität Marburg. Anschließend kehrte er nach Kassel zurück und nahm seine medizinischen Tätigkeiten auf.
Am 16. Januar 1784 wurde er Gehilfe des Garnisonsarztes in Kassel, übernahm 1788 die Leitung des Militär-Lazaretts. Am 20. November 1789 wurde er Arzt des reformierten Waisenhauses. Er wurde am 26. Juni 1791 zum Wirklichen Garnisonsarzt ernannt und war später Vizedirektor des Obersanitätskollegiums in Kassel. 1796 gab er sein Amt als Garnisonsarzt wieder auf. 1797 wurde er Leibarzt des Landgrafen und späteren Kurfürsten Wilhelm I.

## Auszeichnungen und Ehrungen
- Während seines Studiums am Collegio Carolinum erhielt er mehrfach Preismedaillen, die der Landgraf zur Belohnung an die Studenten vergab. 1771 erhielt er auch für zwei Jahre ein Stipendium des Landesherrn, das eigentlich für die auf dem Collegium Carolina studierenden Ausländer bestimmt war.
- Ende 1793 wurde er zum Hofrat ernannt, bei seinem Tod am 2. Mai 1817[2] war er Oberhofrat.[3]

## Mitgliedschaften
- Am 24. April 1787 wurde er Mitglied des Medizin-Kollegiums in Kassel.
- 1775 erfolgte seine Aufnahme in der lateinischen Gesellschaft in Jena und Karlsruhe.
- Am 11. April 1789 nahm ihn die Kaiserliche Akademie der Naturforscher unter dem Namen Avicenna II als Mitglied auf.[4]

## Schriften (Auswahl)
- Friedrich Joseph Wilhelm Schröder; Philipp Jacob Piderit: Disertatio Inavgvralis Medica De Modo, Qvo Venena Vt Medicamenta Salvtaria Agvnt. Marburg 1773.
- Von der Schädlichkeit des allgemein bekannten Ailhaudischen Pulvers. Frankfurt und Leipzig 1776.
- Philipp Jacob Piderits Der Arzney-Wissenschaft Doctors und Practicus in Cassel, Geschichte eines sehr merkwürdigen Beinfraßes. Kassel 1781.
- Anweisung, wie man sich nicht nur vor der herrschenden Ruhr verwahren, sondern auch in Ermangelung eines Arztes selbst heilen kann. Kassel 1781.
- Pharmacia rationalis, denuo correcta et aucta. Kassel 1782.
- Unterricht was Eltern und Krankenwärter bey den Kinderblättern zu beobachten haben. Kassel 1783.
- Philippi Iacobi Pideritii Collegii Medici Hasso-Cassellani Academiae Imperialis Natvrae Cvriosorvm Nec Non Societatvm Latinarvm Qvae Carolsrvhae Et Ienae Florent Membri Pharmacia Rationalis. Kassel 1791.
- Plan zu einer Feld-Apotheke für die Hessencasselschen Truppen. Kassel 1792.
- Medicinische Beobachtungen. Cassel: Griesbach, 1805.
- Dispensatorium Electorale-Hassiacum. Marburg 1806.
- Versuch einer Darstellung der ausländischen Arzneimittel, Kassel 1810.